# Jüdischer Friedhof (Ivančice)
Koordinaten: 49° 6′ 21,1″ N, 16° 22′ 31,5″ O

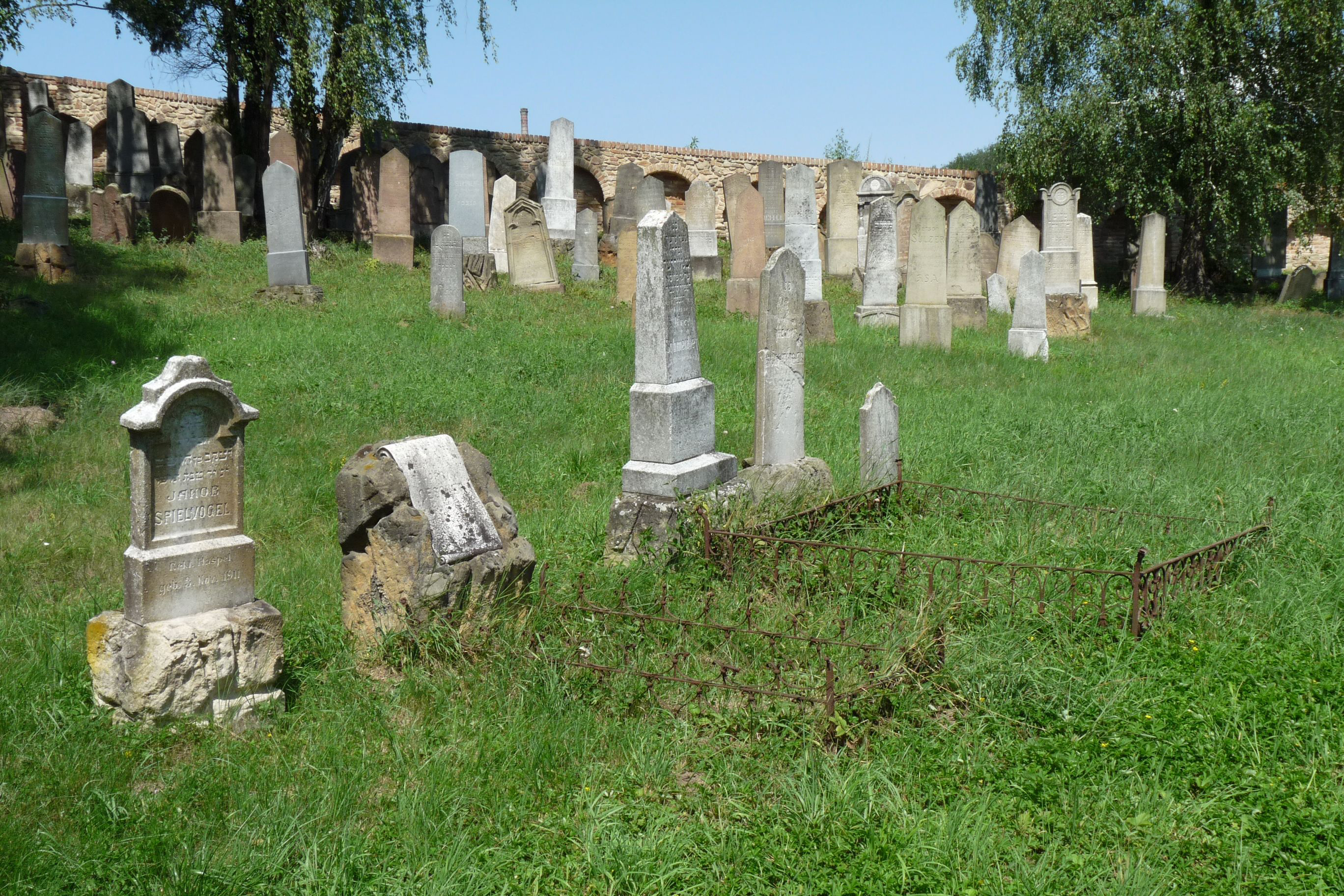
Jüdischer Friedhof in Ivančice

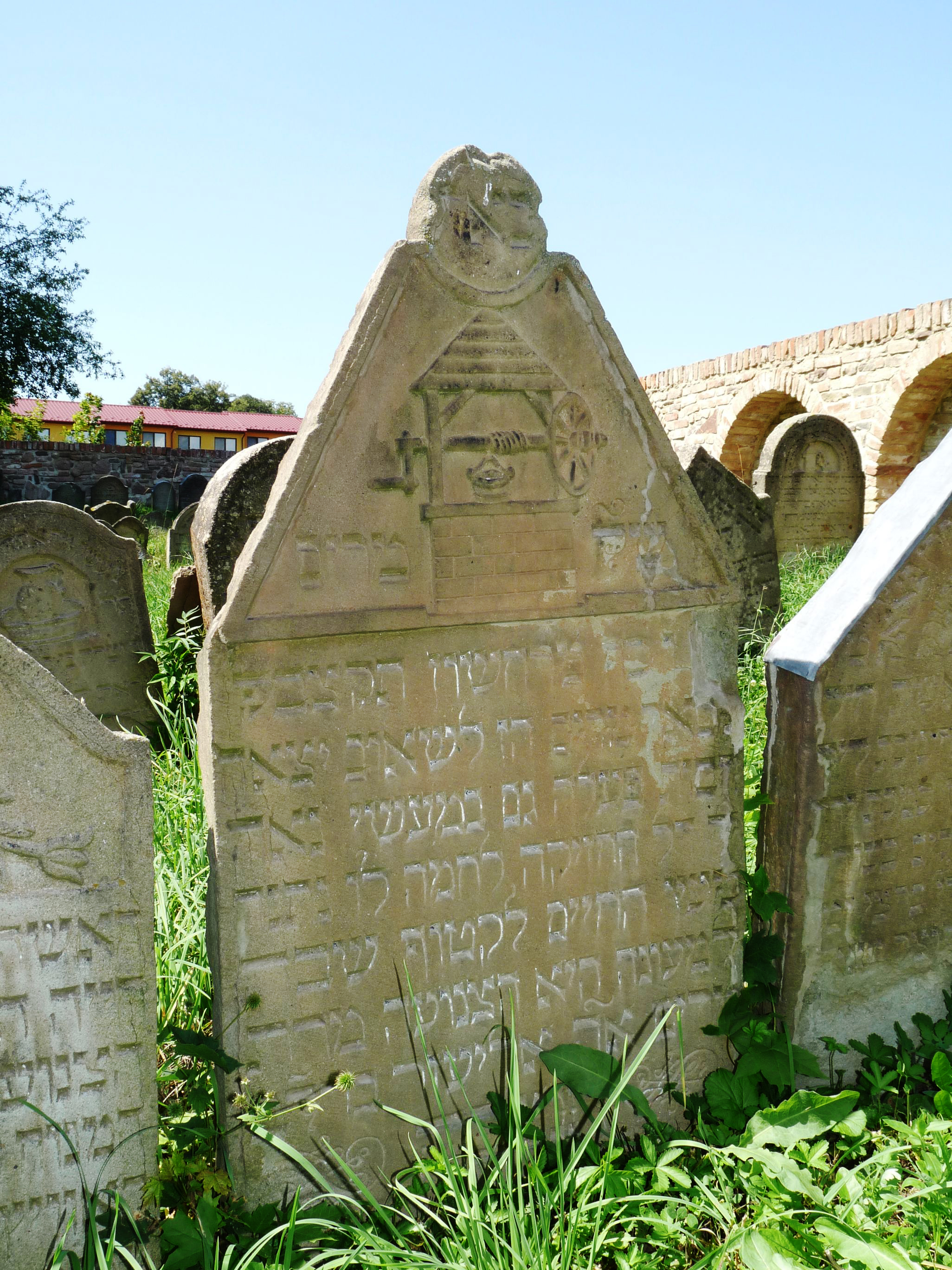
Grabstein mit der Darstellung eines Ziehbrunnens

Der Jüdische Friedhof in Ivančice (deutsch Eibenschütz oder Eibenschitz), einer Stadt im Bezirk Okres Brno-venkov in Tschechien, wurde wahrscheinlich zu Beginn des 16. Jahrhunderts angelegt. Der nordwestlich der Stadt in der Mřenková-Straße gelegene jüdische Friedhof ist seit 2008 ein geschütztes Kulturdenkmal.

## Geschichte
In Ivančice sollen seit dem 10. Jahrhundert Juden gewohnt haben, damit würde der Ort zu den ältesten von Juden bewohnten Orten Mährens gehören. Die Jüdische Gemeinde Ivančice ist seit der zweiten Hälfte des 15. Jahrhunderts urkundlich nachweisbar. 
Der Friedhof wurde spätestens im 16. Jahrhundert angelegt. Auf einer Fläche von über einem Hektar stehen etwa 1800 Grabsteine (Mazewot), der älteste lesbare Grabstein ist aus dem Jahr 1552. Auf dem Friedhof gibt es Grabsteine aus der Renaissance, des Barock sowie des Klassizismus mit beachtenswerter Symbolik. Am Eingang befindet sich die Trauerhalle aus dem Jahre 1902 im Stil des Eklektizismus.

## Literatur

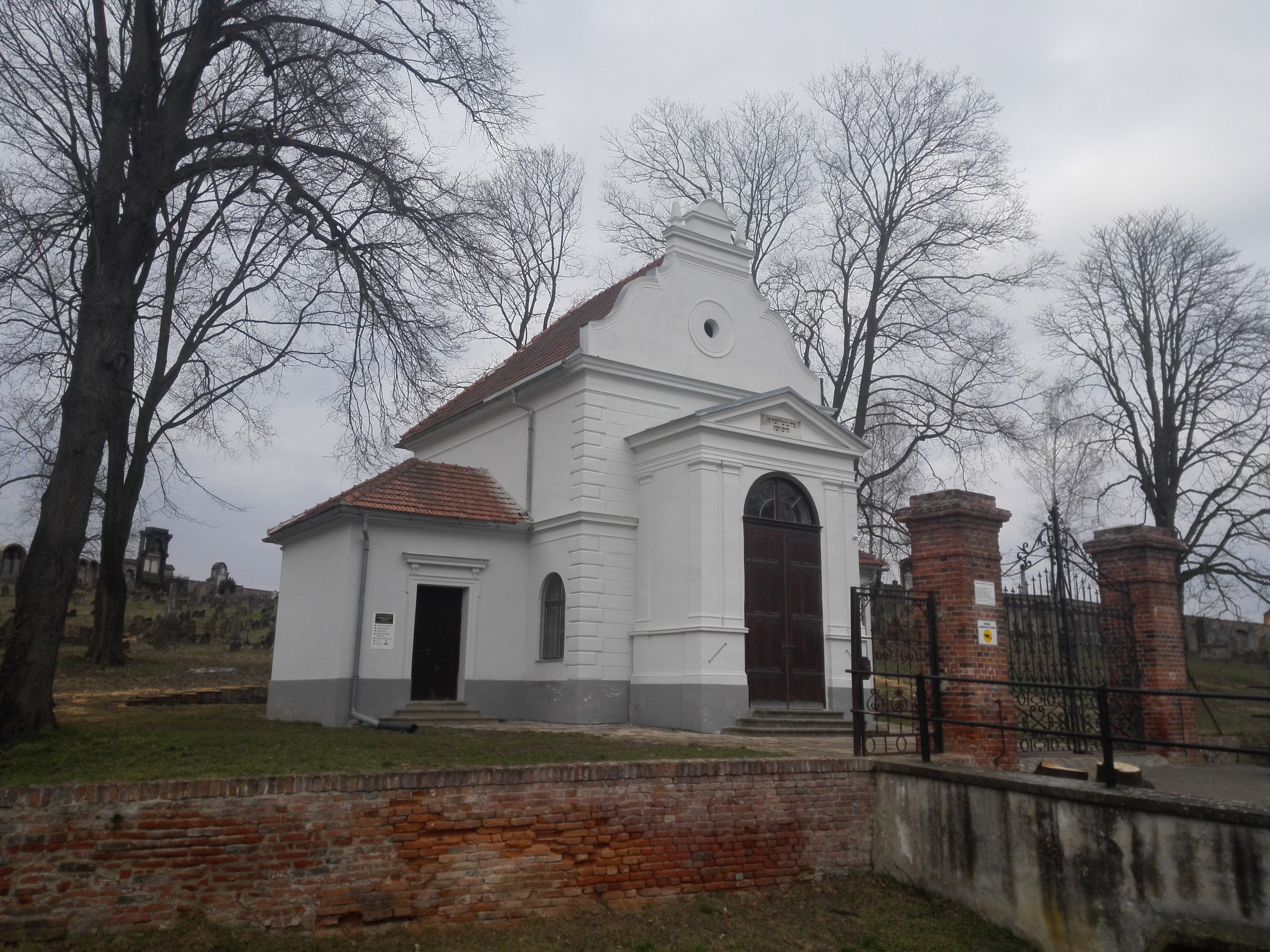
Trauerhalle, erbaut 1902